# لوئیس آلوا کاسترو
لوئیس آلوا کاسترو (به اسپانیایی: Luis Alva Castro) (زاده ۱۷ فوریه ۱۹۴۲) سیاست‌مدار اهل پرو است. وی از ۲۸ ژوئیه ۱۹۸۵ تا ۲۶ ژوئن ۱۹۸۷ نخست‌وزیر این کشور بود.